# Stormats Mathias Olsson
Stormats Mathias Olsson (i riksdagen kallad Olsson i Sörnäs), född 23 december 1839 i Lima socken, död där 7 oktober 1902, var en svensk handlare och politiker (liberal). 
Stormats Mathias Olsson, som kom från en bondesläkt, var handelsman åren 1870–1902 i Sörnäs i Lima, där han också var kommunalt verksam. Han var även ledamot i Kopparbergs läns landsting 1878–1897.
Han var riksdagsledamot i andra kammaren 1879–1902 för Nås och Malungs tingslags valkrets (i valen 1878–1890 kallad Malungs, Lima och Äppelbo samt Nås, Järna och Floda tingslags valkrets). I riksdagen tillhörde han det frihandelsvänliga Gamla lantmannapartiet 1888–1894 och därefter det återförenade Lantmannapartiet 1895–1899, varefter han från 1900 anslöt sig till det nybildade Liberala samlingspartiet. 
Han var bland annat ledamot i bevillningsutskottet höstriksdagen 1887 samt 1891–1901. Som riksdagsledamot engagerade han sig främst i järnvägsfrågor.